# Оленовка (Волынская область)
Оленовка (укр. Оленівка) — село в Рожищенской городской общине Луцкого района Волынской области Украины.
Код КОАТУУ — 0724585202. Население по переписи 2001 года составляет 350 человек. Почтовый индекс — 45107. Телефонный код — 3368. Занимает площадь 0,3 км².

## История
В 1946 году указом ПВС УССР село Геленовка Старая переименовано в Старую Оленовку.
До 2020 года входило в Рожищенский район.